# Obsjtina Isperich
Obsjtina Isperich (bulgariska: Община Исперих) är en kommun i Bulgarien.   Den ligger i regionen Razgrad, i den nordöstra delen av landet, 300 km öster om huvudstaden Sofia. Antalet invånare är 22 575. Arean är 402 kvadratkilometer. Obsjtina Isperich gränsar till Obsjtina Glavinitsa.
Terrängen i Obsjtina Isperich är lite kuperad.
Obsjtina Isperich delas in i:
- Belintsi
- Bărdokva
- Vazovo
- Goljam Porovets
- Deltjevo
- Ludogortsi
- Duchovets
- Dragomăzj
- Jonkovo
- Kitantjevo
- Kăpinovtsi
- Lăvino
- Malăk Porovets
- Petjenitsa
- Podajva
- Rajnino
- Svesjtari
- Sredoseltsi
- Staro selisjte
- Todorovo
- Jakim Gruevo

Följande samhällen finns i Obsjtina Isperich:
- Isperich